# (7842) Ishitsuka
(7842) Ishitsuka (1994 XQ) – planetoida z pasa głównego asteroid okrążająca Słońce w ciągu 3,48 lat w średniej odległości 2,29 j.a. Odkryta 1 grudnia 1994 roku.